# سدیکو
سدیکو (به ایتالیایی: Sedico) یک کومونه در ایتالیا است که در استان بلونو واقع شده‌است.

## خصوصیات
سدیکو ۹۱٫۴ کیلومترمربع مساحت و ۹٬۱۴۳ نفر جمعیت دارد.